# Erich Schmid (Physiker)
Erich Schmid (* 4. Mai 1896 in Bruck an der Mur; † 22. Oktober 1983 in Wien) war ein österreichischer Physiker und trug maßgeblich zur Aufklärung von Fragestellungen der Kristallplastizität bei.

## Leben
Schmid studierte Physik und Mathematik an der Universität Wien, promovierte 1920 bei Felix Ehrenhaft und wurde dann Assistent von Ludwig Flamm. Nachdem 1922 Mitarbeiter des Kaiser-Wilhelm-Instituts für Faserstoffchemie wurde, wechselte Schmid zwei Jahre später in das Metall-Laboratorium der Metallgesellschaft AG in Frankfurt am Main. 1928 kehrte Schmid in das Institut für Faserstoffchemie zurück und wurde 1932 Vorstand des Physikalischen Instituts der Universität Fribourg in der Schweiz. Von 1936 bis 1946 leitete er das Metall-Laboratorium der Metallgesellschaft AG. Nach dem Krieg baute Schmid das Laboratorium der „Vacuumschmelze AG“ in Hanau auf. 1951 nahm er einen Ruf an die Universität Wien an und blieb dort bis zu seiner Emeritierung 1967.
Nach ihm ist das schmidsche Schubspannungsgesetz benannt. 1935 veröffentlichte er zusammen mit Walter Boas das sehr erfolgreiche Lehrbuch Kristallplastizität mit besonderer Berücksichtigung der Metalle. Die Österreichische Akademie der Wissenschaften verlieh Schmid 1960 für sein Lebenswerk den Erwin Schrödinger-Preis und benannte ihr Institut für Materialwissenschaften nach ihm. Er wurde auch mit dem Österreichischen Ehrenzeichen für Wissenschaft und Kunst ausgezeichnet. Im Jahr 1965 wurde er zum Mitglied der Leopoldina gewählt. 1971 erhielt er den Ehrenring der Stadt Wien. Seit 1971 war er auch korrespondierendes Mitglied der Sächsischen Akademie der Wissenschaften. Er war Ehrendoktor der Montanuniversität Leoben und der Technischen Universität Clausthal.
In seiner Geburtsstadt Bruck an der Mur ist eine Straße nach ihm benannt.
Zu seinen Schülern gehört Gero Vogl (Promotion 1965).

## Nachweise
1. ↑  Kurzbiographie: Erich Schmid – Wissenschaftliches Werk. In: univie.ac.at. 1997, abgerufen am 5. Januar 2022.
2. ↑  Mitgliedseintrag von Erich Schmid bei der Deutschen Akademie der Naturforscher Leopoldina, abgerufen am 20. Juni 2016.
3. ↑  Österreichische Ingenieur-Zeitschrift. Band 15. S. 188 (eingeschränkte Vorschau in der Google-Buchsuche)
4. ↑  Mitglieder der SAW: Erich Schmid. Sächsische Akademie der Wissenschaften, abgerufen am 27. November 2016.
5. ↑  Universität Wien, Dynamik Kondensierter Systeme:  Curriculum Vitae Gero Vogl (Memento vom 14. Januar 2014 im Internet Archive)

| Personendaten    | Personendaten             |
| ---------------- | ------------------------- |
| NAME             | Schmid, Erich             |
| KURZBESCHREIBUNG | österreichischer Physiker |
| GEBURTSDATUM     | 4. Mai 1896               |
| GEBURTSORT       | Bruck an der Mur          |
| STERBEDATUM      | 22. Oktober 1983          |
| STERBEORT        | Wien                      |